# Teleférico do Parque das Nações

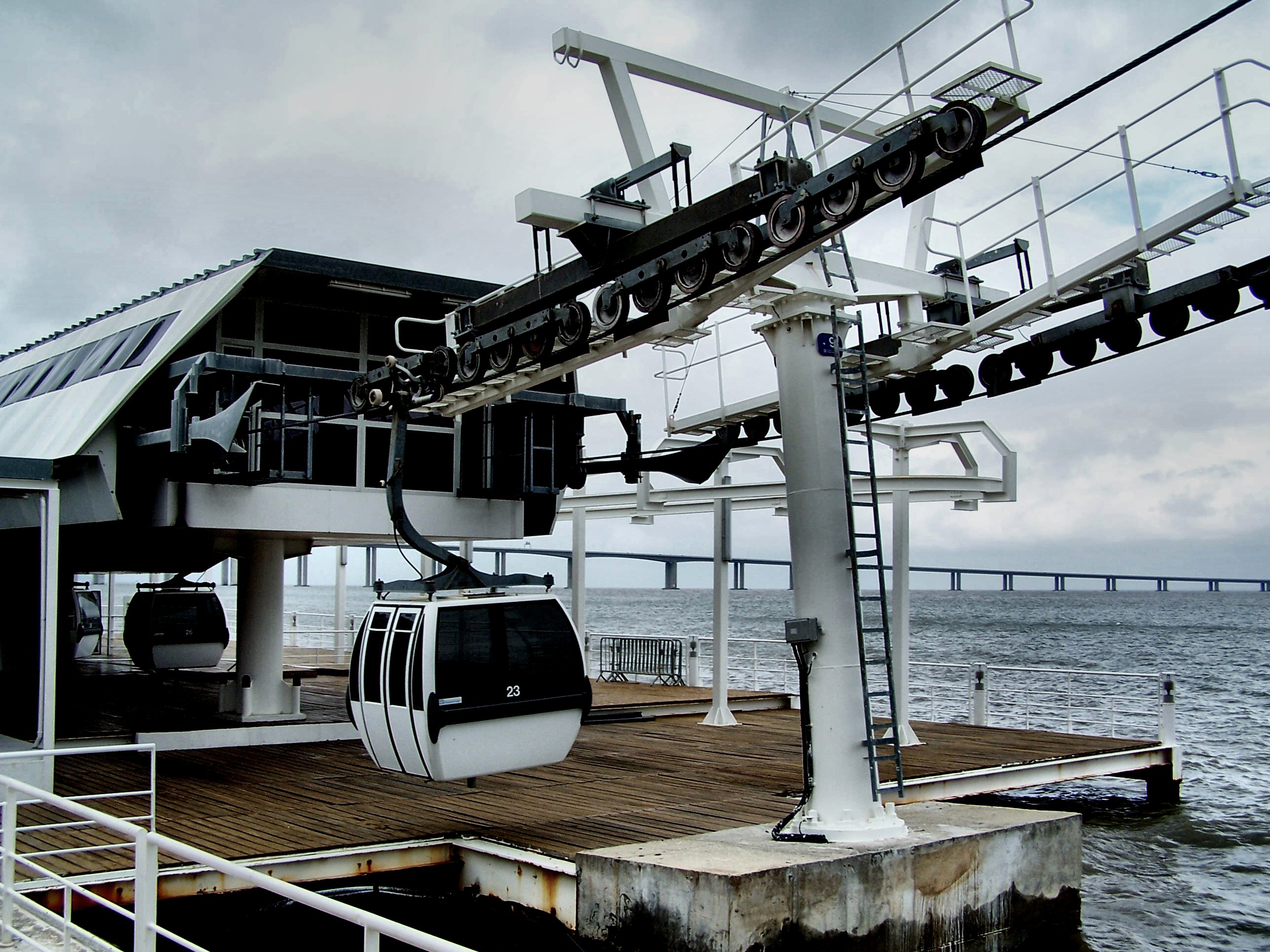
Terminal norte do Teleférico do Parque das Nações.

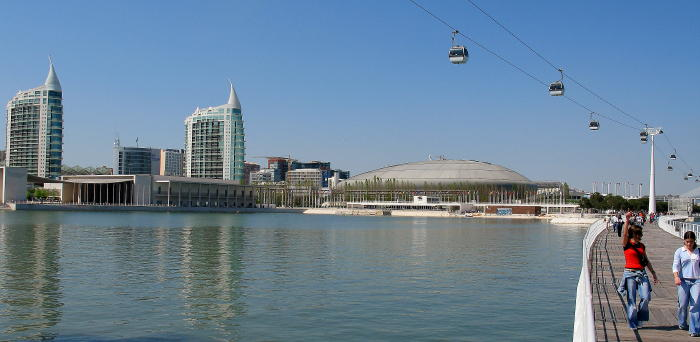
Panorâmica do Teleférico do Parque das Nações, visto de leste.

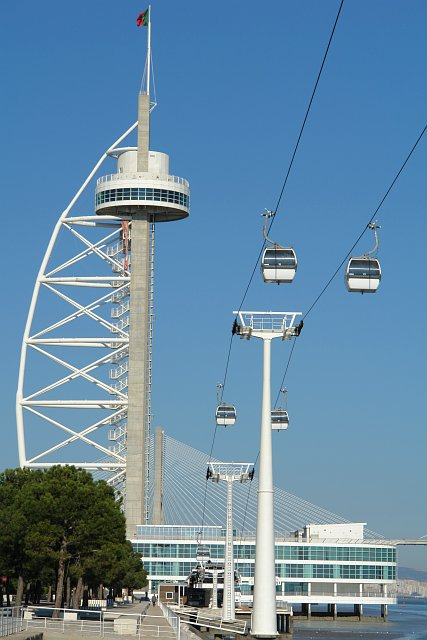
Panorâmica do Teleférico do Parque das Nações, visto de sul.

O Teleférico do Parque das Nações, também chamado Teleférico da Expo, é um meio de transporte por cabo situado em Lisboa, Portugal, destinado a fins turísticos. É explorado pela empresa Telecabine Lisboa, integrando o recinto da EXPO’98.
O equipamento instalado é da marca Doppelmeyr, e consiste de 44 cabinas suspensas sobre sete pilares de altura variável.[carece de fontes?]
O preço básico de cada viagem de ida e volta era de 6,00 € em 2009, não tendo sido aumentado desde então.[carece de fontes?]